# Maja Reichard
Maja Reichard, född 27 maj 1991 i Nacka, är en svensk tidigare simmare. 
Hon tävlade i en av klasserna för synskadade, S11, och vann guld på 100 meter bröstsim vid Paralympics 2012 i London. I denna tävling slog hon sitt eget världsrekord, först i försöken och sedan ännu en gång i finalen.
Reichard tävlade även i Paralympics 2016 i Rio de Janeiro, då hon vann två silver och två brons.
Hon är i dagsläget (juni 2016) innehavare av ett världsrekord i långbana, 50 m frisim, samt av två kortbane-världsrekord på 50 m bröst respektive frisim. Hon har tidigare varit innehavare av världsrekorden på 50 respektive 100 m bröstsim i långbana mellan 2011 och 2015.
Reichard har tre gånger nominerats till Jerringpriset, 2012, 2013 respektive 2015, därutöver har hon bland annat fått priset som "Stockholms främste idrottare 2012", utsedd av Stockholms idrottsförbund och Sportsjournalisternas klubb Stockholm. 2011 fick hon även ta emot Radiosportens pris "Årets stjärnskott 2011".
År 2019 avslutade Reichard sin simkarriär, på grund av bristande ekonomiska förutsättningar.
Reichard är civilingenjör inom energi och miljö utexaminerad 2018 från KTH. Hon utnämndes som KTH:s Årets Alumn 2020.

## Utmärkelser
- H. M. Konungens medalj i guld för förtjänster om svensk idrott (Kon:sGM5, 2022) för framstående insatser inom tävlingssimning[8]